# Tadeusz Kazanowski
Tadeusz Kazanowski (ur. 16 kwietnia 1933, zm. 19 stycznia 1999) – działacz partyjny, członek PZPR, radny Miejskiej Rady Narodowej, dziewiąty przewodniczący prezydium Miejskiej Rady Narodowej Kłodzka w latach 1967–1972.
Był wieloletnim członkiem Miejskiej Rady Narodowej w Kłodzku. 2 maja 1967 decyzją większości radnych objął stanowisko przewodniczącego jej prezydium. W październiku 1967 staraniem władz utworzono w mieście Punkt Konsultacyjny Politechniki Wrocławskiej, a dwa lata później Wyższej Szkoły Ekonomicznej we Wrocławiu. Na początku jego rządów załamaniu uległo budownictwo, co widoczne było w spadku oddanych do użytki mieszkań. Przeciwdziałano temu zakładając w 1968 Kłodzkie Przedsiębiorstwo Budowlane. Ukończono w całości osiedla: Gustawa Morcinka i Nysa oraz przystąpiono po 1970 do budowy osiedla im. św. Wojciecha. Został odwołany ze stanowiska przewodniczącego prezydium w grudniu 1972.